# Syntrichia sinensis
Syntrichia sinensis là một loài Rêu trong họ Pottiaceae. Loài này được (Müll. Hal.) Ochyra miêu tả khoa học đầu tiên năm 1992.